# Speyeria ranierensis
Speyeria ranierensis är en fjärilsart som beskrevs av Gunder 1932. Speyeria ranierensis ingår i släktet Speyeria och familjen praktfjärilar. Inga underarter finns listade i Catalogue of Life.